# Fanntófell
Fanntófell är ett berg i republiken Island. Det ligger i regionen Västlandet, 60 km nordost om huvudstaden Reykjavík. Toppen på Fanntófell är 893 meter över havet.
Trakten runt Fanntófell är nära nog obefolkad, med mindre än två invånare per kvadratkilometer. Det finns inga samhällen i närheten. Trakten runt Fanntófell består i huvudsak av gräsmarker.